# Lautenfelsen
Lautenfelsen ist ein Naturschutzgebiet auf dem Gebiet der baden-württembergischen Stadt Gernsbach im Landkreis Rastatt.

## Kenndaten
Das Naturschutzgebiet wurde mit Verordnung des Regierungspräsidiums Karlsruhe vom  27. November 1991 ausgewiesen und hat gemäß Schutzgebietsverordnung eine Größe von rund 48 Hektar. Es wird unter der Schutzgebietsnummer 2.145 geführt. Der CDDA-Code für das Naturschutzgebiet lautet 164405  und entspricht der WDPA-ID.

## Lage und Beschreibung
Das Schutzgebiet liegt südöstlich von Gernsbach am Ortsrand des Stadtteils Lautenbach. Es umfasst im Wesentlichen die Felsgruppen des Großen und des Kleinen Lautenfelsens aus Forbachgranit mit dem Lochfelsen und erstreckt sich nach Süden und Westen in ein offenes Wiesental und den umgebenden Bergwald.
Es liegt im Naturraum 152 Nördlicher Talschwarzwald innerhalb der naturräumlichen Haupteinheit 15 Schwarzwald und ist vollständig vom 7630 Hektar großen Landschaftsschutzgebiet Nr. 2.16.005 Mittleres Murgtal umschlossen. Es gehört sowohl zum 1920 Hektar großen FFH-Gebiet Nr. 7216-341 Unteres Murgtal und Seitentäler als auch zum Vogelschutzgebiet Nr. 7415-441 Nordschwarzwald.

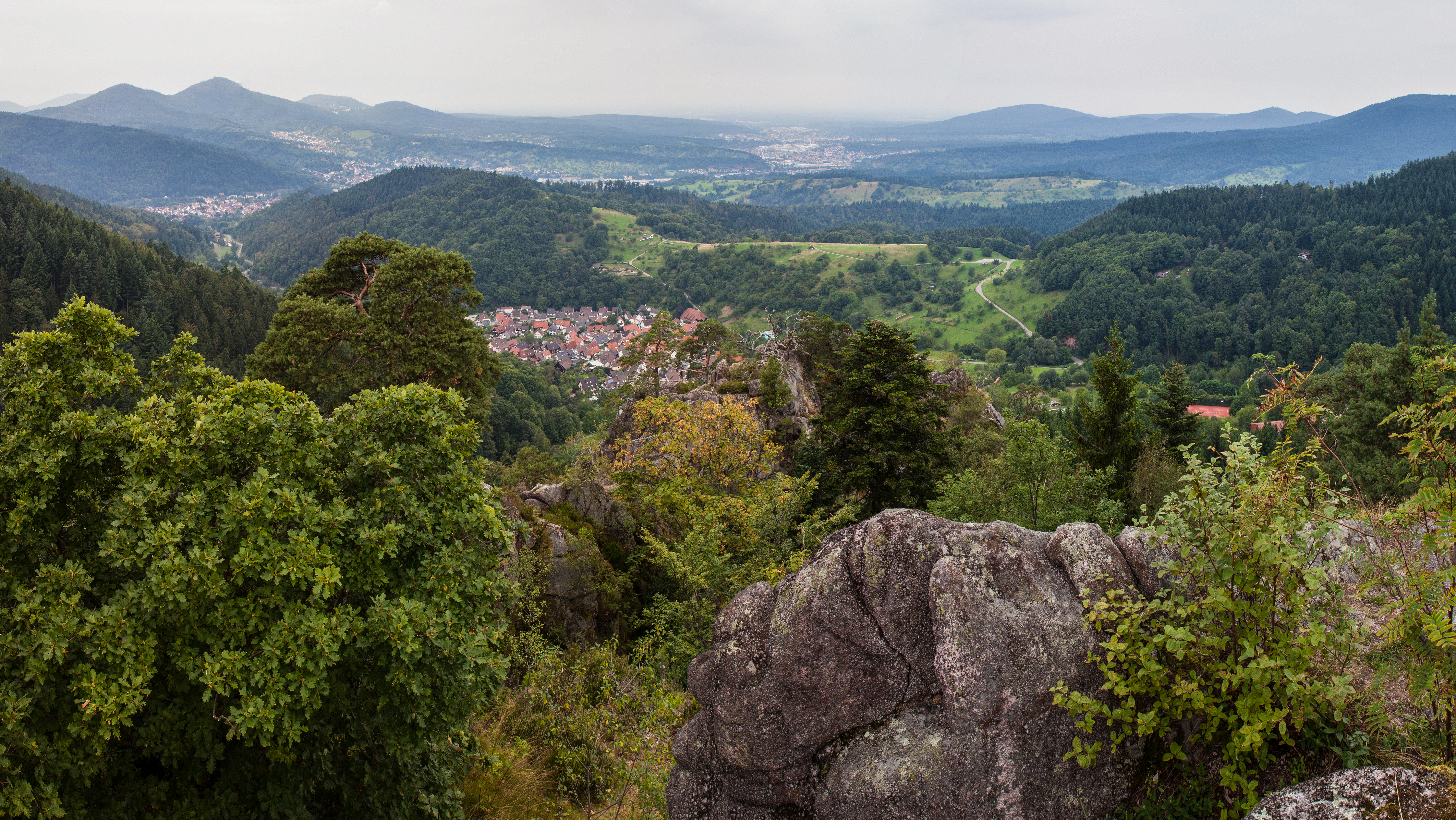
Blick von den Lautenfelsen ins Murgtal

Der Wanderweg Gernsbacher Runde passiert die Lautenfelsen. Eine in die Felsen gehauene Treppe führt vom Weg zu einem Aussichtspunkt auf 593,3 m ü. NHN mit weitem Blick über das untere Murgtal.

## Schutzzweck
Schutzzweck ist laut Schutzgebietsverordnung
- die Erhaltung des abwechslungsreichen und reizvollen Landschaftsausschnittes am Rande des Murgtales aus ökologischen und landschaftlichen Gründen;
- die Erhaltung und Sicherung der Felsengruppe des Lautenfelsens und des Lochfelsens als bedeutendem Lebensraumkomplex für eine ganze Anzahl auf Felsen spezialisierter Tier- und Pflanzenarten sowie als markantem und prägendem Landschaftsteil;
- die Erhaltung und Pflege des offenen feuchten Wiesentales zur Sicherung seiner ökologischen Funktionen, insbesondere als Lebensraum gefährdeter Pflanzen und Insekten;
- der nachhaltige Schutz und die Entwicklung des die Felsen umgebenden Bergwaldes in seiner typischen laubholzreichen Ausprägung als bedeutendem Lebensraum für eine Vielzahl von Tier- und Pflanzenarten und als dominierender Vegetationsform der Westabdachung des Nordschwarzwaldes.